# ديفيد جاي ريد
ديفيد جاي ريد (بالإنجليزية: David Jay Reed)‏ هو مصمم جرافيك أسترالي، ولد في 21 مايو 1950 في يوكوسوكا في اليابان.